# Engyum oculare
Engyum oculare är en skalbaggsart som beskrevs av Martins 2009. Engyum oculare ingår i släktet Engyum och familjen långhorningar. Inga underarter finns listade i Catalogue of Life.